# Alosetron
Alosetronul este un medicament antagonist 5-HT3, fiind utilizat în tratamentul sindromului de colon iritabil la femei, în caz de diaree predominantă. Calea de administrare disponibilă este cea orală.
Molecula a fost patentată în 1987 și a fost aprobată pentru uz medical în anul 2002.

## Mecanism de acțiune
Alosetronul este un antagonist al receptorilor serotoninergici de tipul 5-HT3.